# Emarginea niphoplaga
Emarginea niphoplaga är en fjärilsart som beskrevs av Druce 1909. Emarginea niphoplaga ingår i släktet Emarginea och familjen nattflyn. Inga underarter finns listade i Catalogue of Life.